# Interfaccia aerea
Nelle telecomunicazioni mobili o senza fili, l'interfaccia aerea è il collegamento di comunicazione basato sui sistemi radio tra la stazione mobile e la stazione base attiva. Nel GSM/UMTS, le varie norme UTRA sono interfacce aeree, e sono definite anche (ma non esclusivamente) come "modi di accesso".
Nel modello OSI, l'interfaccia aerea comprende gli strati (layers) 1 e 2 del sistema di comunicazioni mobile, stabilendo un collegamento da punto a punto tra la stazione mobile e la stazione base.